# شیوا یاری
شیوا یاری(متولد سال ۱۳۶۰ در کرمانشاه) داور بین‌المللی فوتبال زنان ایران است.شیوا یاری چندین مرتبه عنوان بهترین داور را از آن خود کرد.
شیوا یاری داور کرمانشاهی فوتبال بانوان که سالها در سطح بین المللی با نام ایران قضاوت کرده بود، پس از خروج از لیست فیفا راهی نروژ شد تا در لیگ این کشور به کار قضاوت بپردازد.
شیوا یاری با قضاوت در مسابقه زیر ۱۹ سال استرالیا و ماریانای شمالی نخستین داور زن ایرانی شد که یک مسابقه بین‌المللی فوتبال را سوت زد.

## هفدهمین دوره بازی های آسیایی اینچئون
یاری تنها داور زن ایرانی حاضر در مسابقات فوتبال زنان هفدهمین دوره بازی های آسیایی «اینچئون» بود.